# ロムルス (衛星)
ロムルス ((87) Sylvia I Romulus) は、小惑星 (87) シルヴィアの第1衛星。二つ見つかっている衛星のうち、外側の軌道を回っている。なお、(10386) Romulus という同名の小惑星がある。
2001年2月に、アメリカの天文学者マイケル・ブラウンとフランスの天文学者ジャン＝リュック・マーゴットが、マウナケア天文台群のケックII望遠鏡による観測で発見した。2005年にレア・シルウィアの双子の息子の一人でローマの建国者とされるロームルスに因んで名付けられた。
シルヴィアと二つの衛星は同じ衝突によって形成されたラブルパイルであり、衛星の密度やアルベドはシルヴィアと同じだと考えられている。
ロムルスの軌道はヒル球のかなり内側で（ヒル半径の約50分の1）、シルヴィアの自転に同期する軌道よりもかなり外側に位置し、非常に安定していると考えられている。
ロムルスの地表からのシルヴィアの見かけの大きさは 16°×10°である。レムスの見かけの大きさは 0.62°から 0.19°までの間で変化する。